# Dryoscopus cubla
Dryoscopus cubla là một loài chim trong họ Malaconotidae.

## Hình ảnh

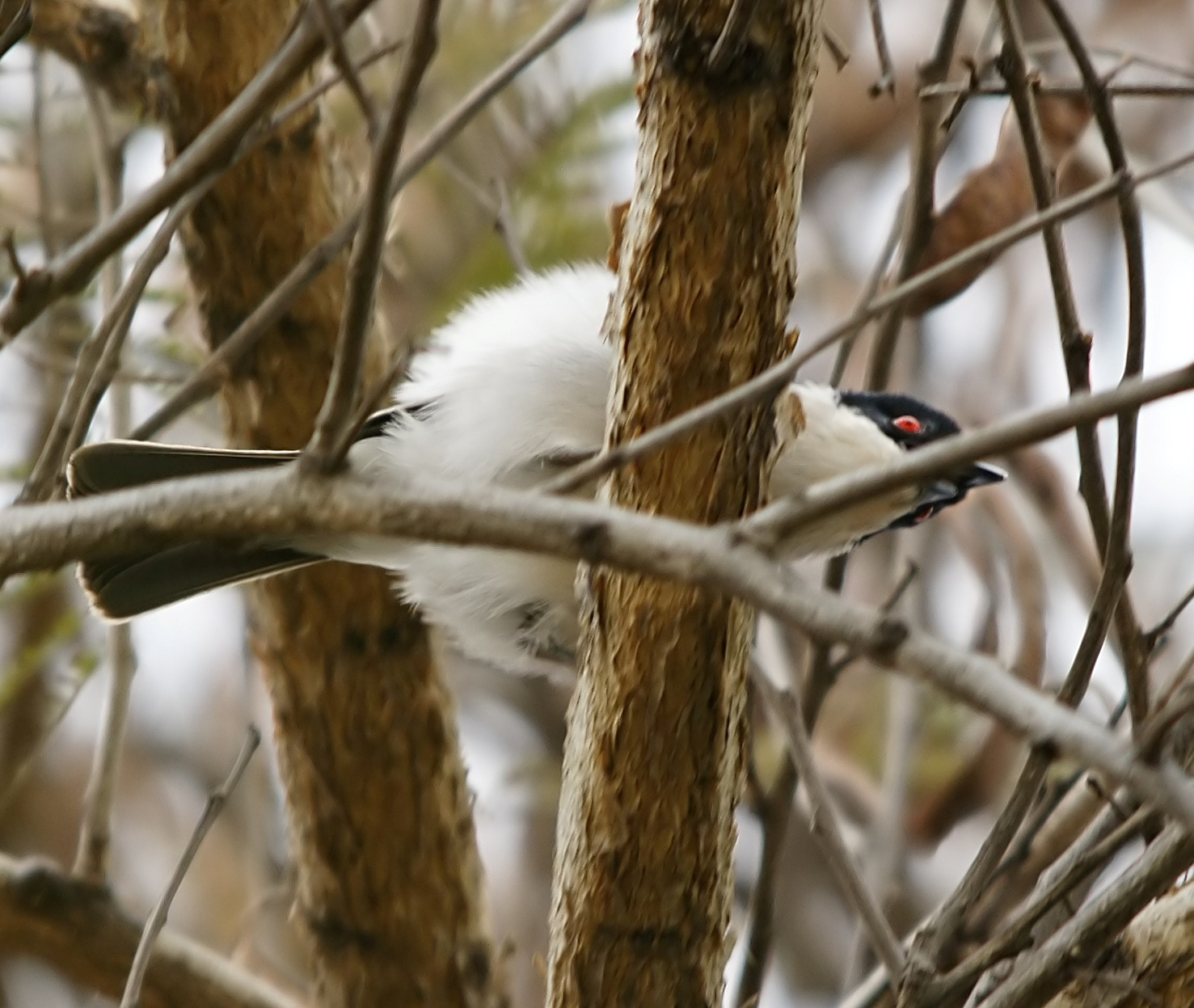
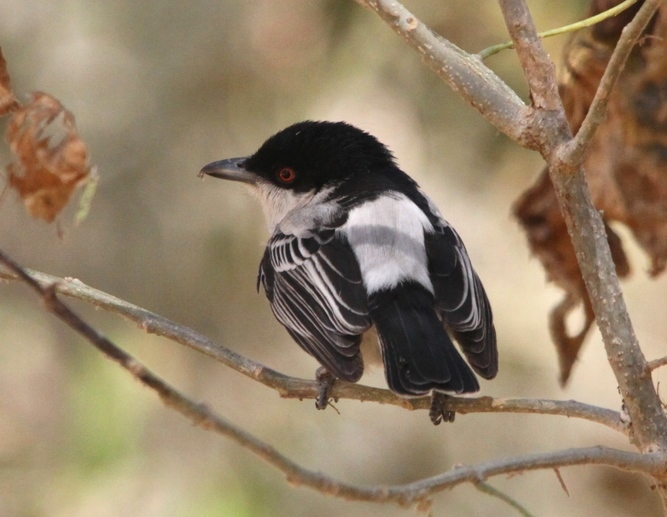